# Gaya grandiflora
Gaya grandiflora är en malvaväxtart som beskrevs av Baker f.. Gaya grandiflora ingår i släktet Gaya och familjen malvaväxter. Inga underarter finns listade i Catalogue of Life.